# César Nava
José César Nava Vázquez (Morelia, 16 juli 1974) is een Mexicaans politicus van de Nationale Actiepartij (PAN).
Nava heeft rechtsgeleerdheid gestudeerd aan de Pan-Amerikaanse Universiteit en de Harvard-universiteit. Hij ging in 1995 de politiek in als secretaris-generaal van de jongerenafdeling van de PAN, en zat van 2000 tot 2003 in de Kamer van Afgevaardigden. Van 2003 tot 2006 vervulde hij functies in het ministerie van energie onder Felipe Calderón en werd in 2006 vervolgens secretaris van Calderón na diens aantreden als president.
Nava trad in november 2008 terug om kandidaat te worden voor de Kamer van Afgevaardigden namens de PAN, en won in de verkiezingen van 2009 inderdaad een congreszetel. Een maand later werd hij door de PAN gekozen tot nieuwe partijvoorzitter, na het aftreden van Germán Martínez wegens de voor de partij slecht verlopen verkiezingen. Nava was de enige kandidaat. In 2010 werd hij als partijvoorzitter afgelost door Gustavo Madero Muñoz.
Nava geldt als een van de naaste vertrouwelingen van president Calderón, en wordt wel genoemd als mogelijke presidentskandidaat van de PAN voor de presidentsverkiezingen van 2012.